# Parepierus sylvanus
Parepierus sylvanus är en skalbaggsart som först beskrevs av Lewis 1879.  Parepierus sylvanus ingår i släktet Parepierus och familjen stumpbaggar. Inga underarter finns listade i Catalogue of Life.